# Vraný
Městys Vraný se nachází v okrese Kladno, kraj Středočeský. Rozkládá se asi dvacet tři kilometrů severně od Kladna a třináct kilometrů severozápadně od města Slaný. Žije zde 809 obyvatel. V roce 2015 obec získala zlatou v krajském kole v soutěži Vesnice roku. 

## Části obce
- Vraný
- Horní Kamenice
- Lukov

## Historie
K roku 1341 se na Vraném připomíná první známý držitel, vladyka Bedřich z Vraného (Friderico de Wraneho), jehož rod (vladykové z Vraného, potomci pánů z nedalekého Žerotína) držel část vsi podle první zmínky už určitě roku 1228 a ještě v následujících desetiletích až do začátku patnáctého století. Od roku 1434 bylo Vraný v majetku Zajíců z Házmburka. Na žádost Jana Zajíce z Házmburka byla vesnice povýšena na městečko králem Vladislavem II. 4. dubna 1513. Dne 14. května 1538 udělil král Ferdinand I. Vranému podnes užívaný znak. Poslední feudálním vlastníkem Vraného byla od roku 1706 Metropolitní kapitula u sv. Víta na Pražském hradě.
Horní Kamenice a Lukov byly připojeny roku 1980. Od 10. října 2006 byl obci vrácen status městyse.
| 1869 | 1880 | 1890 | 1900 | 1910 | 1921 | 1930 | 1950 | 1961 | 1970 | 1980 | 1991 | 2001 | 2011 |
| ---- | ---- | ---- | ---- | ---- | ---- | ---- | ---- | ---- | ---- | ---- | ---- | ---- | ---- |
| 937  | 1013 | 1060 | 1104 | 975  | 1008 | 965  | 737  | 812  | 665  | 756  | 741  | 723  | 728  |

### Územněsprávní začlenění
Dějiny územněsprávního začleňování zahrnují období od roku 1850 do současnosti. V chronologickém přehledu je uvedena územně administrativní příslušnost městyse v roce, kdy ke změně došlo:
- 1850 země česká, kraj Praha, politický i soudní okres Slaný[8]
- 1855 země česká, kraj Praha, soudní okres Slaný[8]
- 1868 země česká, politický i soudní okres Slaný[8]
- 1939 země česká, Oberlandrat Kladno, politický i soudní okres Slaný[9]
- 1942 země česká, Oberlandrat Praha, politický i soudní okres Slaný[10]
- 1945 země česká, správní i soudní okres Slaný[11]
- 1949 Pražský kraj, okres Slaný[12]
- 1960 Středočeský kraj, okres Kladno[13]

### Rok 1932

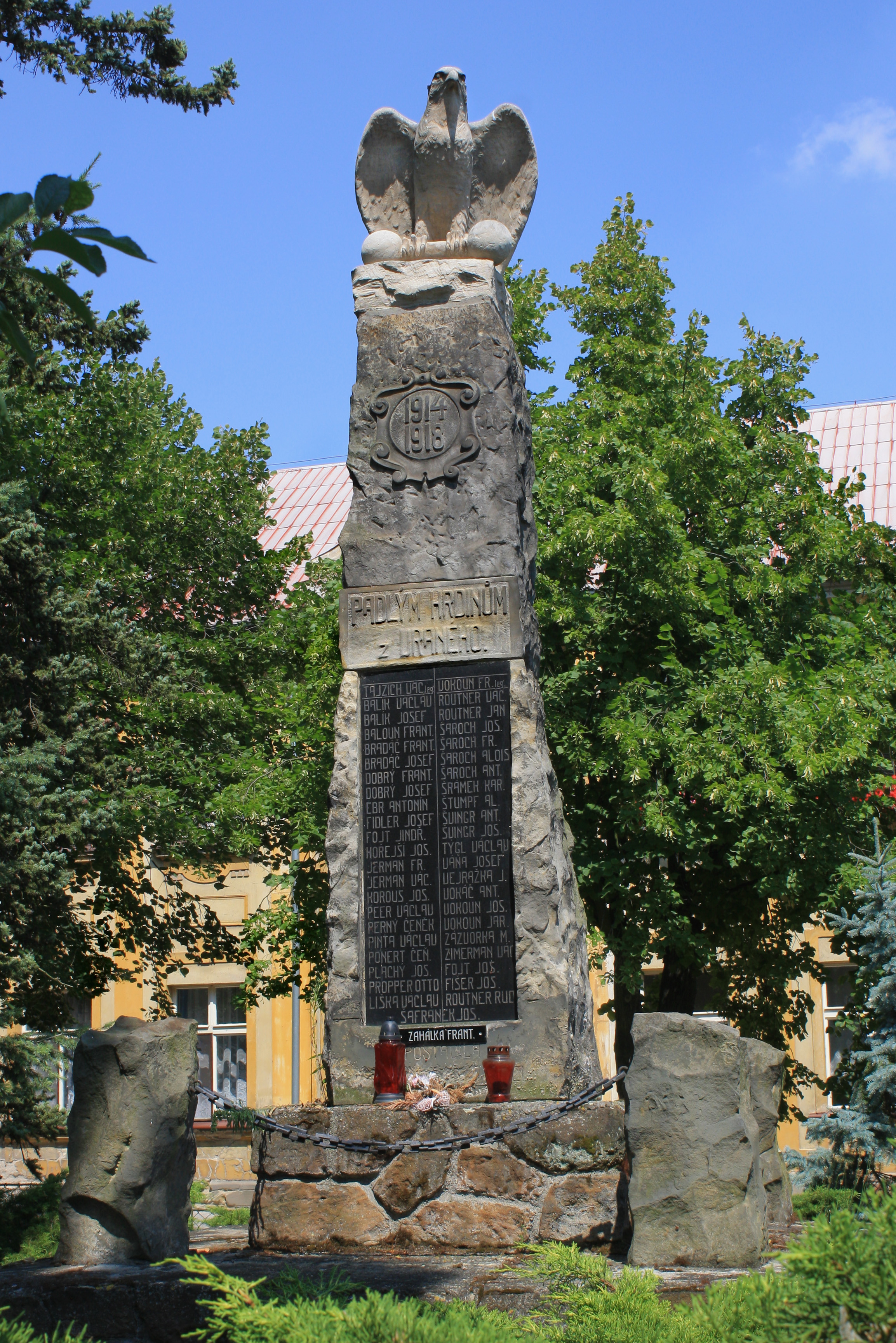
Památník obětem první světové války

V městysi Vraný u Peruce (965 obyvatel, poštovní úřad, telegrafní úřad, telefonní úřad, četnická stanice, katol. kostel, chudobinec) byly v roce 1932 evidovány tyto živnosti a obchody: lékař, bednář, biograf Sokol, 2 obchody s dobytkem, hodinář, 2 holiči, 5 hostinců, kolář, kominík, konsum Včela, 3 kováři, 4 krejčí, lakýrník, mlýn, obchod s obuví Baťa, 3 obuvníci, pekař, obchod s lahvovým pivem, 2 porodní asistentky, provazník, 4 řezníci, 10 obchodů se smíšeným zbožím, Spořitelní a záložní spolek pro Vrané, obchod se stroji, 2 obchody se střižním zbožím, švadlena, 3 trafiky, 2 truhláři, velkostatek metropolitní kapituly u sv. Víta, zahradnictví, 3 zámečníci, zednický mistr, železářství.
V obci Horní Kamenice (142 obyvatel, samostatná obec se později stala součástí Vraného) byly v roce 1932 evidovány tyto živnosti a obchody: hostinec, kovář, mlýn, obchod se smíšeným zbožím, trafika.
Ve vsi Lukov (179 obyvatel, samostatná obec se později stala součástí Vraného) byly v roce 1932 evidovány tyto živnosti a obchody: obchod s dobytkem, hostinec, kovář, obchod s lahvovým pivem, 6 rolníků, 2 obchody se smíšeným zbožím, trafika, velkostatek Šrámek.

## Pamětihodnosti

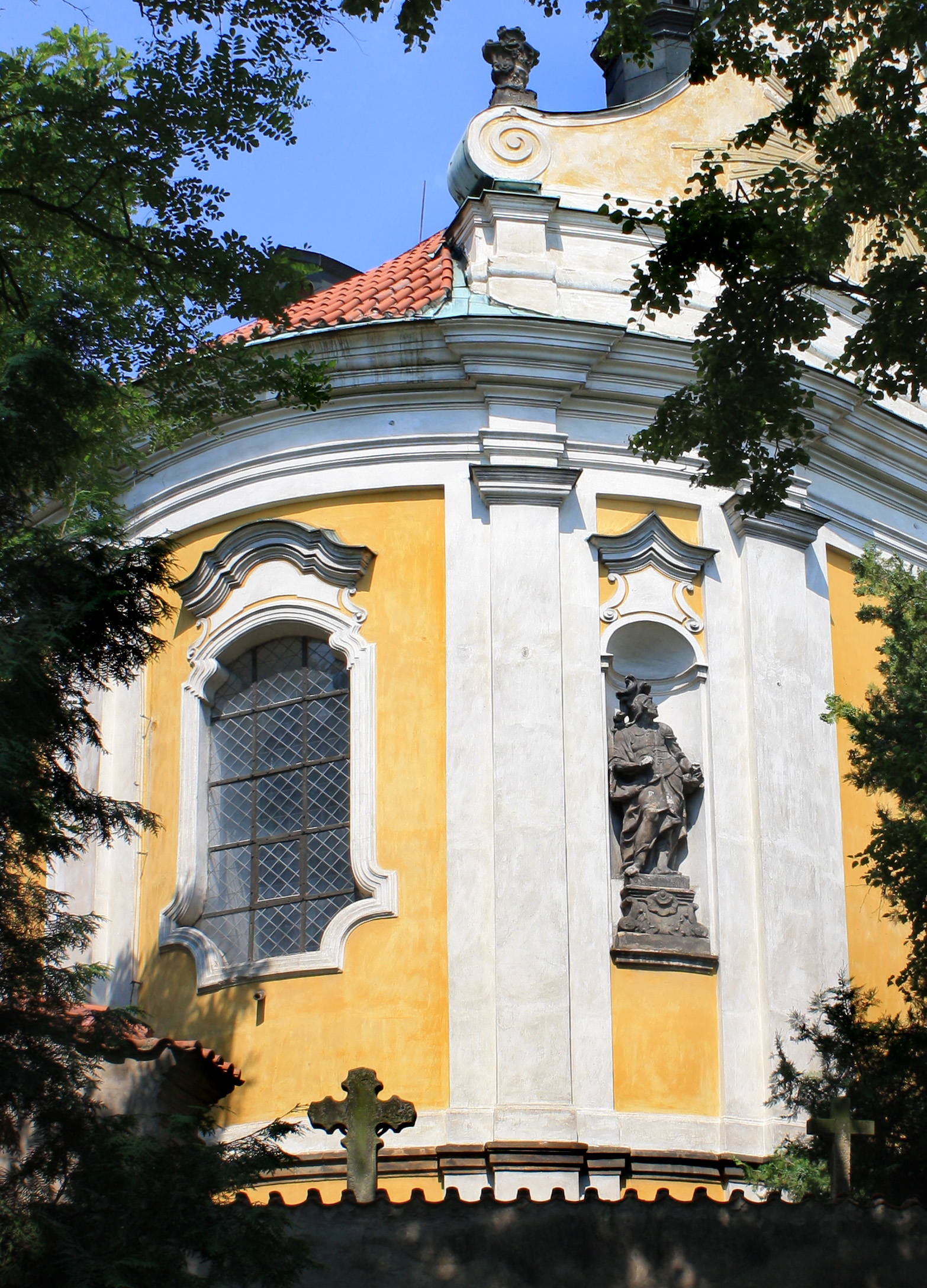
Detail výzdoby kostela Narození sv. Jana Křtitele

- Kostel Narození sv. Jana Křtitele ve vyvýšené, zdaleka viditelné poloze na západním okraji Vraného. Významná pozdně barokní jednolodní stavba z let 1751 až 1761 má hranolovou věž s mansardovou bání s lucenou. Stojí na místě staršího kostela, původně románského, později gotického. Interiér chrámu je členěn pilastry s plasticky vyloženými římsami a kasulovými okny. Na klenbách vymaloval Jan Václav Spitzer roku 1760 scény z legendy o životě sv. Jana Křtitele. Zařízení je jednotné, stylově rokokové. Obraz Kristova křtu na hlavním oltáři namaloval Ignác Raab. Kazatelnu, zpovědnice a průčelí varhan vytvořil řezbář z okruhu žáků I. F. Platzera. Bronzový epitaf z roku 1571 odlil pražský zvonař Brikcí z Cimperka. Mramorový náhrobní kámen je datován letopočtem 1570. Kostel je obklopen ohrazeným hřbitovem, zrušeným roku 1882; ohradní zeď areálu je proložena řadou čtrnácti kaplí křížové cesty ze druhé poloviny 18. století. Po stranách vchodu na hřbitov stojí dvě márnice.

- Zámek Vraný, na samém západním okraji obce v sousedství kostela. Barokní zámek byl zbudován náhradou za starší tvrz v letech 1764 až 1769 jako rezidence metropolitní kapituly, jejíž plastický znak v kartuši je umístěn nad oknem v průčelí. Zámek je v současnosti dobře udržován a využit jakou ústav sociální péče. Je to patrová budova s průčelím orientovaným k východu a dvojicí kratších křídel, ubíhajících k západu, spojených hospodářským křídlem, které půdorys zámku uzavírá ze západní strany. Zámek obklopuje ohrazený park, založený roku 1860 tehdejším ředitelem kapitulního velkostatku Františkem Jaroslavem Čechem, otcem spisovatele a básníka Svatopluka Čecha.
- Pomník Svatopluka Čecha s poprsím podle návrhu V. H. Máchy z roku 1926 v kameni provedl J. Bílek roku 1939, ale osazený byl teprve roku 1945, stojí před zámkem.
- Slánská neboli Dolejší brána na průjezdní silnici při východním okraji městečka. Jde o jedinou dochovanou ze dvojice někdejších symbolických městských bran, které si Vranští zřídili po povýšení na městys (ke stavbě skutečného opevnění nikdy nedošlo). Zatímco Slánská brána se v barokní podobě dochovala podnes, brána Žatecká byla snesena v roce 1840.
- Radnice, původem ze 16. století, přestavovaná po opakovaných požárech, nynější podoba pochází z roku 1865. Dnes sídlo úřadu městyse, pošty a knihovny.
- Kašna na náměstí
- Sochy světců tamtéž: sv. Jana Nepomuckého na návsi a Panny Marie Svatohorské ze druhé poloviny 18. století; socha sv. Václava je signovaná J. Vendlík Slaný a pochází z 19. století
- Pomník stého výročí války proti Napoleonovi v polích západně od obce, při silnici do Peruce. Zbudován roku 1913 v upomínku na přehlídku shromážděných spojeneckých vojsk, kterou z tohoto místa dne 17. srpna 1813 provedli rakouský císař František I., ruský car Alexandr I. a pruský král Bedřich Vilém III.
- Kaple sv. Rozálie na severním okraji obce při silnici do Černochova. Okrouhlá barokní stavbička s vížkou na střeše byla postavena roku 1816 nákladem manželů Kašpara a Rozálie Liškových z Vraného.
- Kaple Nejsvětější Trojice jihovýchodně od obce pod lesem Hřeblo poblíž silnice do Pálče. Barokní trojboká výklenková kaplička z počátku 19. století.
- Boží muka na rozcestí silnic do Pálče a Horní Kamenice. Původně až do padesátých let 20. století stávala na opačné straně vranského katastru při cestě do Peruce. Poté, co desetiletí rozebraná ležela u zámecké zdi, byla po roce 1998 znovu sestavena a osazena v nynější lokalitě.
- Pomník padlým v první světové válce v parčíku u školy, z roku 1921
- Pomník obětem druhé světové války v parčíku pod kostelem, z roku 1998
- Smírčí kříž u někdejšího městského popraviště v lokalitě Pod šibenicí východně od Vraného, postaven na památku všech popravených a umučených v roce 2003
- Východně od vesnice se nachází eneolitické hradiště na Čertovce osídlené v době řivnáčské kultury.[17]

## Doprava

### Pozemní komunikace
Městysem prochází silnice II/239 Černčice – Peruc – Vraný – Černuc.

### Železnice
Podle městyse Vraný bývala nazývána železniční zastávka na železniční trati 110 z Kralup nad Vltavou a Slaného do Loun. Je to jednokolejná celostátní trať, doprava byla v úseku Podlešín – Louny zahájena v roce 1873. Zastávka ležící na území obce Vrbičany byla roku 2011 přejmenována na Vrbičany.

#### 2013
V zastávce Vrbičany, jež je nejbližší městysi Vraný, staví 9 párů osobních vlaků (údaj pro pracovní den).

### Veřejná doprava

#### 2011
V městysi zastavovaly v září 2011 autobusové linky jedoucí do těchto cílů: Praha, Slaný, Velvary, Zlonice. O víkendu byl městys bez dopravní obsluhy.

#### 2019
V tomto roce proběhlo rozšíření systému Pražské integrované dopravy do oblasti Slánska

#### 2021
V městysi zastavovaly v  2021 autobusové linky jedoucí do těchto cílů: Slaný, Nové Strašení, Klobuky, Velvary, Poštovice, Peruc. O víkendu byl městys bez dopravní obsluhy.

## Další fotografie

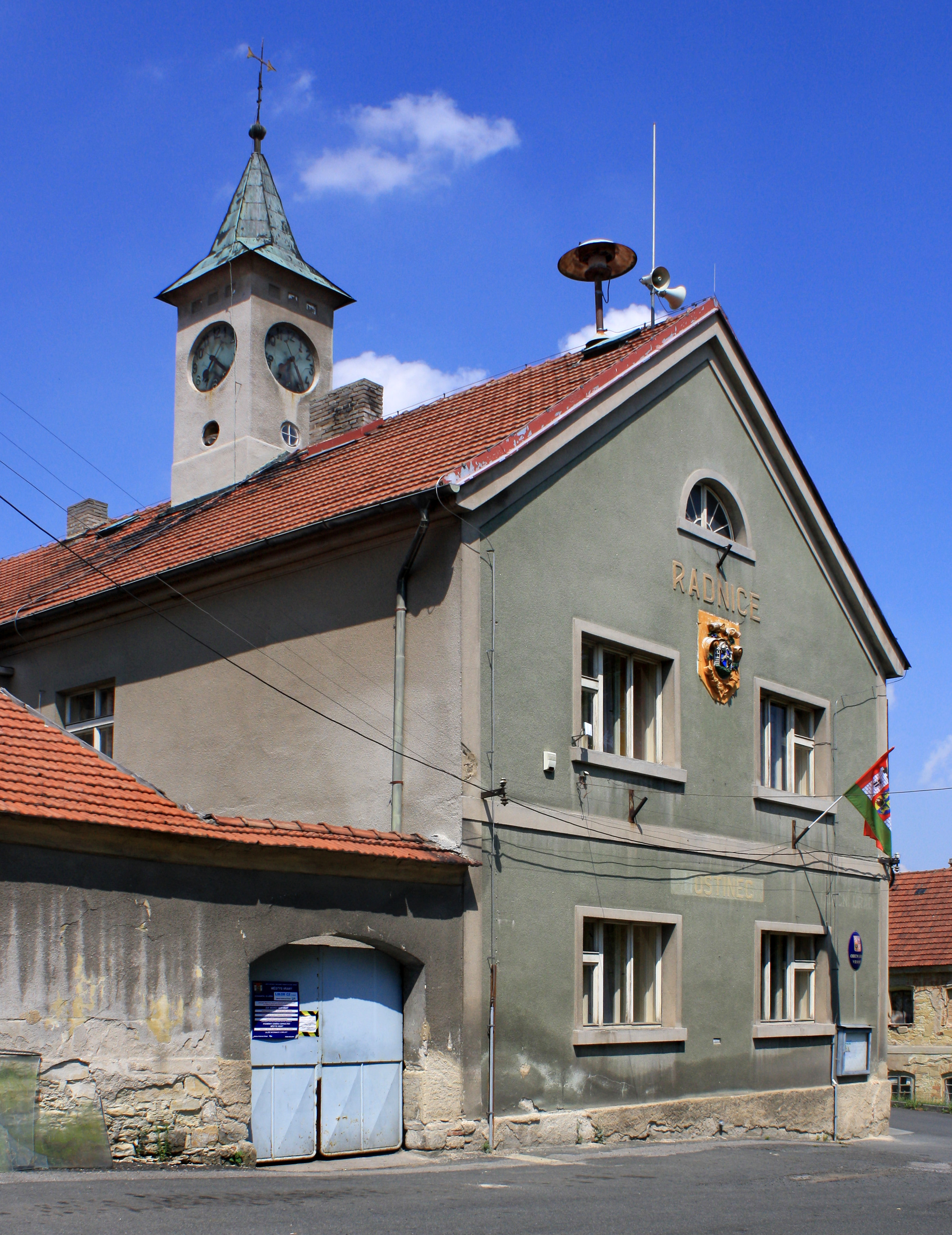
Radnice na návsi
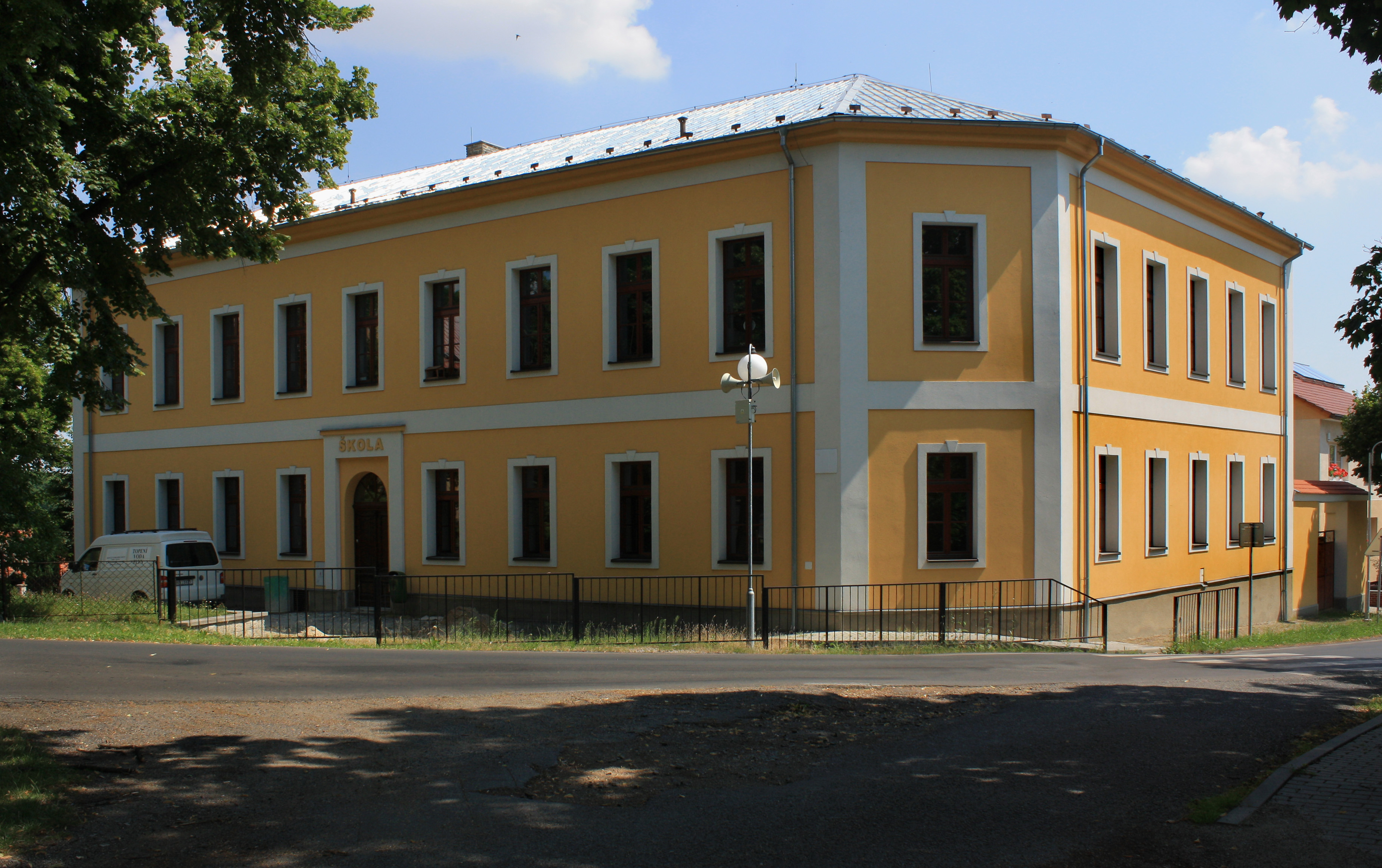
Základní škola
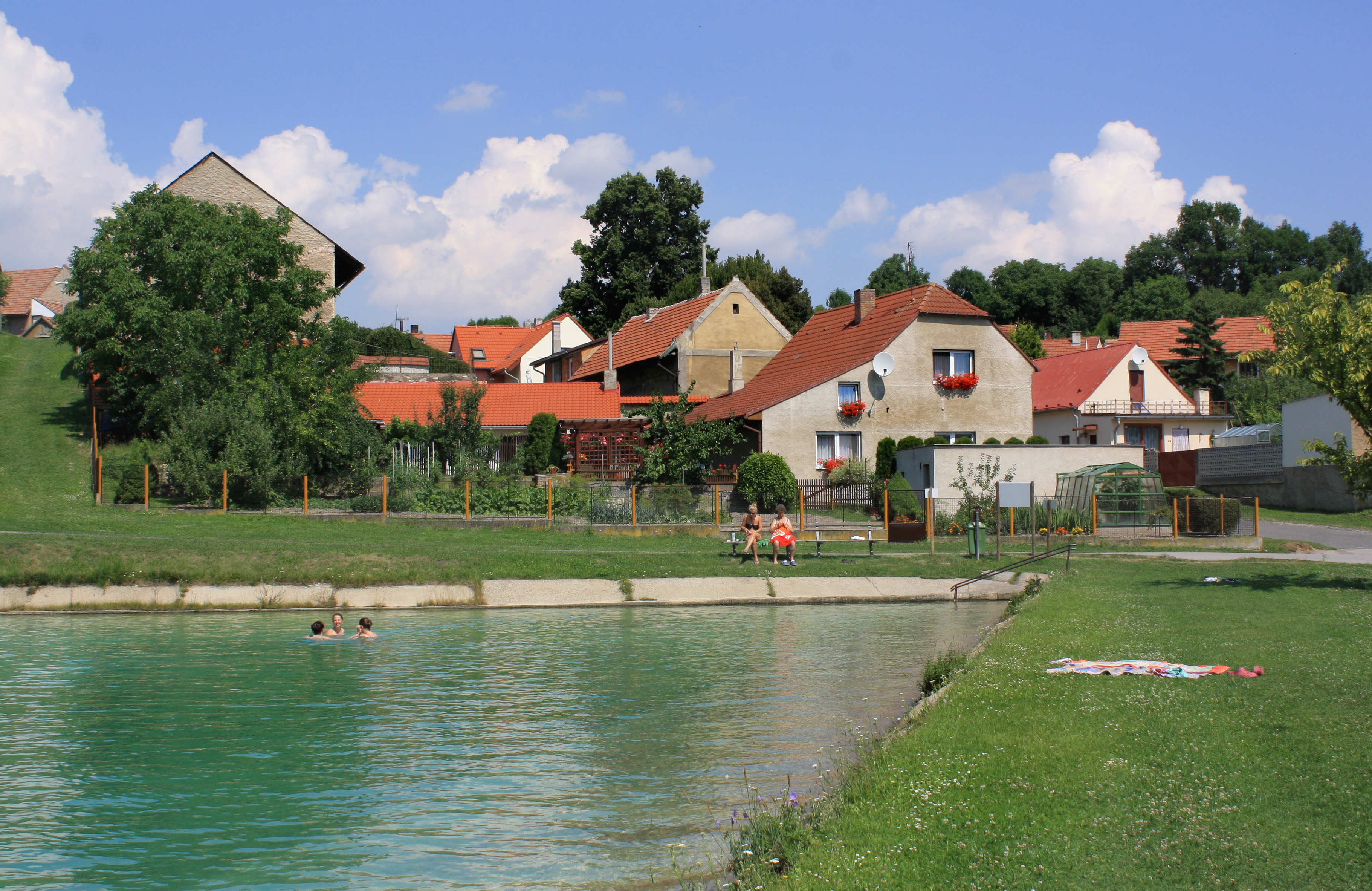
Rybník-koupaliště
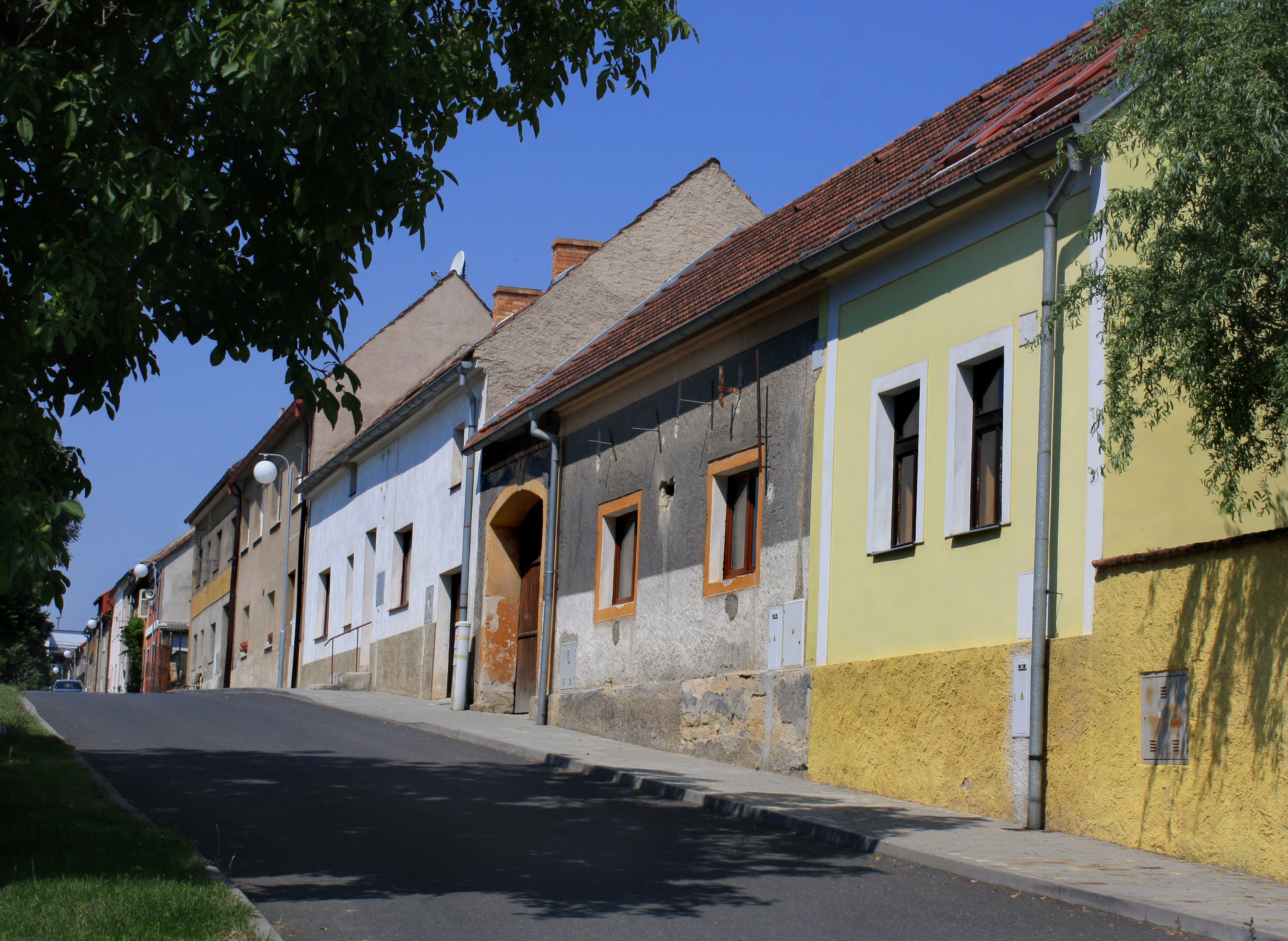
Domky v severní části obce